# Der letzte Granatapfel

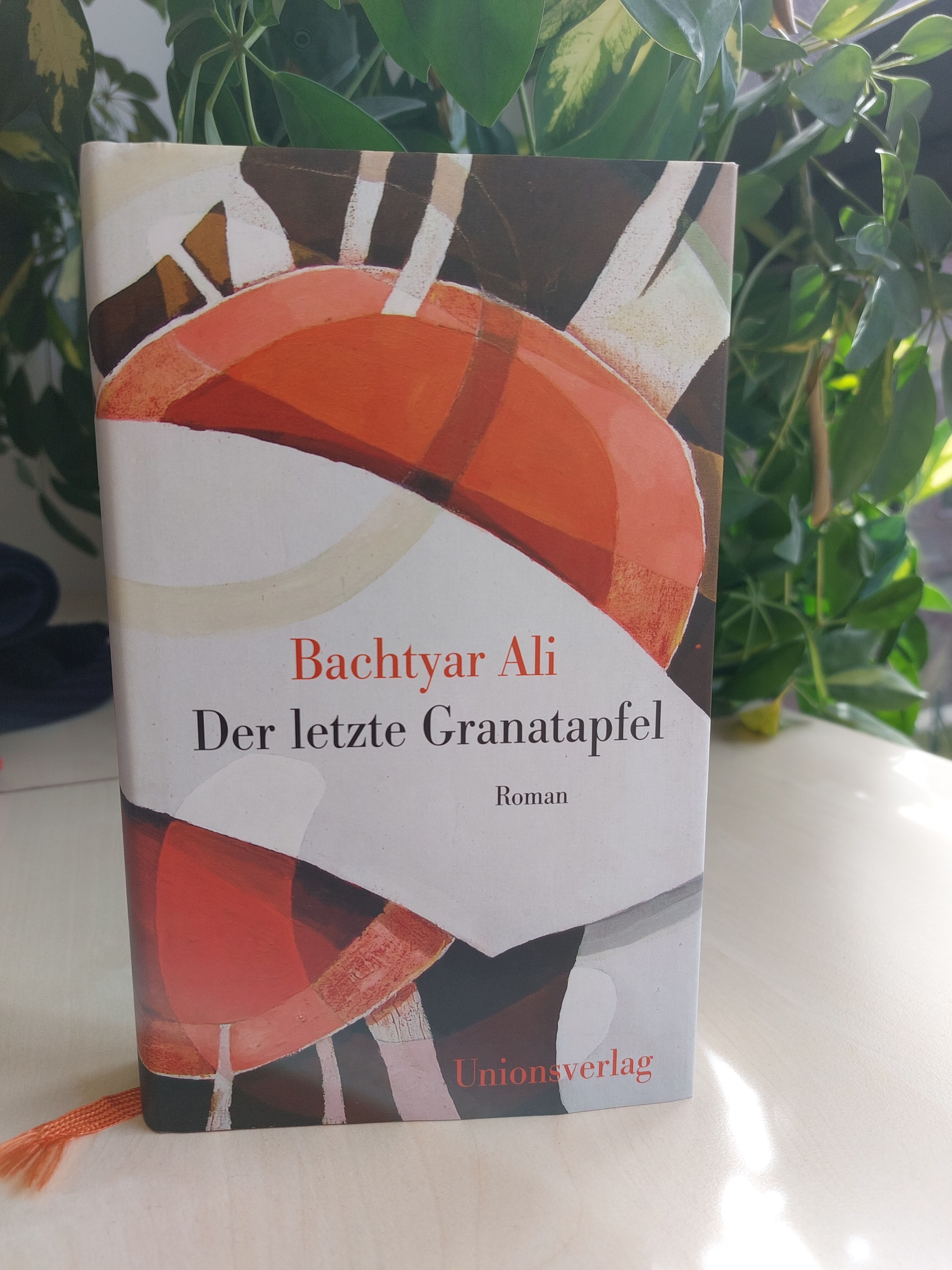
Der letzte Granatapfel

Der letzte Granatapfel (kurdisch دواهەمین هەناری دونیا) ist ein Roman des kurdischen Schriftstellers Bachtyar Ali. Der Roman wurde von Ute Cantera-Lang und Rawezh Salim ins Deutsche übersetzt und erschien 2016 beim Unionsverlag. Das von Kritikern und Medien gelobte Werk gilt als erste Romanübersetzung aus dem kurdischen Sorani ins Deutsche. Die erste kurdische Ausgabe erschien 2002.

## Handlung
Der Protagonist Muzafari Subhdam, ein hochrangiger Peschmerga, erzählt an Bord eines Schlepperbootes, das ihn und andere Flüchtlinge in den Westen bringen soll, seine Geschichte:
Als enger Freund des kurdischen Revolutionsführers verhalf er diesem zur Flucht aus einem Haus, das von einer Truppe des Regimes umstellt war, indem er Widerstand leistete und sich alleine den Soldaten entgegenstellte. Der Preis dafür ist hoch: Einundzwanzig lange Jahre muss er in einem Gefängnis in der Wüste verbringen. Er hinterließ einen neugeborenen Sohn namens Saryasi Subhdam, um den sich der Anführer kümmern sollte. So lautete der letzte Wunsch des leiblichen Vaters vor seiner Gefangennahme. Während die kurdischen Parteien ihre Machtübernahme im Norden des Landes in vollen Zügen genießen, veranlasst der Anführer Jakobi Snauber einen Gefangenentausch und lässt seinen Freund nach einundzwanzig Jahren der Gefangenschaft zurückholen. Bei seiner Rückkehr stößt der Peschmerga nicht nur auf die Verwüstung, welche das Regime in der kurdischen Region angerichtet hatte, während er im Gefängnis saß, sondern vielmehr noch auf den immensen Schaden, für den die beiden kurdischen Großparteien, in die das kurdische Volk große Hoffnungen gesetzt hatte, verantwortlich sind. Zunächst noch vereint als Volk, hatten sich die Kurden dem Diktator entgegengestellt. Was darauf folgte, war dessen brutaler Rückschlag, der viele Menschen zur Flucht in die Nachbarländer zwang. Später, als wieder weitgehend Ruhe eingekehrt war, gerieten die beiden kurdischen Parteien aus Machtgier in einen blutigen Bürgerkrieg, der Tausende von Peschmerga und Zivilisten das Leben kostete.
Der Anführer Jakobi Snauber setzt alles daran, um Muzafari Subhdam weiterhin weitab von den Menschen zu verwahren, damit er von der Verwüstung und dem Verbleib von seines Sohnes nichts erfährt. Muzafari Subhdam widersetzt sich ihm, begibt sich in seiner zerstörten Heimat auf die Suche nach seinem Sohn. Er findet heraus, dass es nicht nur einen, sondern drei junge Männer mit dem Namen Saryasi Subhdam gibt. Eine Reise durch das, was von seinem Land noch übriggeblieben ist, beginnt. Eine Reise durch die Geschehnisse, durch Geheimnisse und zu Personen, die ihm dabei helfen, die Geschichte seines Sohnes, seines Landes und der anderen beiden Saryasis aufzurollen. Eine Reise, die ihn schließlich den Weg gehen lässt, den Tausende von Kurden auf der Flucht schon vor ihm genommen haben: über die Türkei nach Griechenland und von dort über das Meer in den Westen, um dort noch einmal von vorne anzufangen.

## Historische und literarische Einordnung
Bei dem Roman handelt es sich um eine Satire, im Stil des Magischen Realismus, über eine politische Klasse im Nahen Osten, welche nach der Machtübernahme jeglichen Bezug zum Volk verloren hat. Er wirft ein Licht auf das Leben von Kindern zur Zeit unterschiedlicher Kriege und auf eine Welt, die von den Großen zur Gänze zerstört worden war. Weiters erzählt er die Geschichte einer hoffnungslosen Liebe, die im Gegensatz zu einer Welt steht, die auf Vertuschungen und Verheimlichungen aufgebaut ist. Es geht um das Vermögen, die Transparenz dieser Liebe im Rauch und in der Finsternis der Kriege bewahren zu können.
Neben all den menschlichen Tragödien, welche in diesem Roman angesprochen werden, gelingt es dem Autor brillant, den Tonfall eines jungen Peschmerga humorvoll nachzuahmen, der meint, in seinem Leben bereits alles verloren zu haben und sich aus diesem Grund kein Blatt mehr vor den Mund nimmt. Weiters beleuchtet er am Schicksal von zwei Schwestern die Stellung der Frauen in einer konservativen Gesellschaft, die geprägt ist von Kämpfen, korrupten Politikern und der Hoffnungslosigkeit der Bevölkerung, die sich entweder dem blutigen Bruderkrieg aussetzen musste, oder sich gezwungen sah, das Land zu verlassen.

## Rezeption
Im Jahre 2017 erhielt der Autor den Nelly-Sachs-Preis und 2023 den Hilde-Domin-Preis für Literatur im Exil.
Nach der Publikation der deutschsprachigen Ausgabe wurde das Werk ins Französische, Italienische, Englische und Arabische übersetzt. Der Übersetzer und Islamwissenschaftler Stefan Weidner bezeichnete das Werk als „Paukenschlag“. Der Roman stand auf Platz 1 der Litprom-Bestenliste 32/Herbst 2016 und belegte den siebten Platz auf der SWR-Bestenliste Juli/August 2016. Durch die Übersetzung gelang dem Autor der Durchbruch im deutschsprachigen Raum. Der letzte Granatapfel gehört zu den 100 besten Büchern des 21. Jahrhunderts. Die Liste wurde am 23. November 2024 von NZZ aufgesetzt.

## Deutsche Ausgabe
- Der letzte Granatapfel. Unionsverlag, Zürich 2016, ISBN 978-3-293-20769-1.[16]